# Мин, Джеймс
Джеймс Мин (англ. James Min; род. 13 сентября 2000, Аделаида) — австралийский фигурист, выступающий в одиночном катании. Двукратный серебряный призёр чемпионата Австралии (2017, 2020) и участник чемпионата четырёх континентов (2020). На юниорском уровне трижды становился чемпионом Австралии (2015—2017) и завоевал серебряную медаль международного Кубка Йегвираг (2015).

## Карьера
Джеймс Мин родился 13 сентября 2000 года в Аделаиде, Австралия. Под влиянием тёти, которая была фигуристкой, десятилетний Джеймс пришёл в спорт, впервые встав на коньки на сеансе массового катания. Помимо ледовых тренировок посещал музыкальную школу.
Спустя четыре года после старта спортивной карьеры, Мин дебютировал на международном юниорском уровне. Он получил приглашение на два турнира Гран-при, продемонстрировав на них владение тулупом и сальховом в три оборота. Во второй половине дебютного сезона привёз серебряную награду, с проходившего в Венгрии, международного Кубка Йегвираг 2015.
На протяжении трёх сезонов подряд завоёвывал золото чемпионата Австралии и четырежды становился единственным представителем сборной на чемпионатах мира в соревнованиях юношей.
Лучший результат в рамках Гран-при показал на австралийском этапе в 2017 году. Тогда Мин в коротком прокате выполнил тройные лутц, флип в каскаде с тулупом, а также аксель в три с половиной оборота. Благодаря этому он занял четвёртое промежуточное место, опережая одиннадцать соперников, в том числе итальянца Даниэля Грассля и ученика Тутберидзе Егора Рухина. В произвольной программе Мин совершил три падения и опустился в итогом протоколе на девятое место.
В сезоне 2016/2017 стал серебряным призёром взрослого чемпионата страны. Однако на международных взрослых турнирах начал выступать только в следующем сезоне, поскольку национальные и международные соревнования имеют отличающиеся друг от друга возрастные критерии допуска спортсменов. Второе серебро национального чемпионата завоевал в сезоне 2019/2020.
В 2020 представил постановки на чемпионате четырёх континентов. Для участия в турнире фигуристам было необходимо достичь минимальной технической оценки элементов на международных соревнованиях, проводимых до текущего чемпионата. Мин выполнил это требование на Челленджере Asian Open Trophy, где в обоих прокатах набрал нужное число технических баллов. Чемпионат четырёх континентов завершил на девятнадцатом (из двадцати пяти) месте.
На протяжении карьеры катался под руководством Ричарда Лейдло, Рафаэля Арутюняна и Джорджа Галаниса. Над программами и хореографией работал с Шоном Абрамом, Евгением и Марией Боруновыми, а также Ириной Ставровской.

## Программы
| Сезон     | Короткая программа                                  | Произвольная программа                          |
| --------- | --------------------------------------------------- | ----------------------------------------------- |
| 2019–2020 | - «Лунная соната» Людвиг ван Бетховен               | - «Past Tundra» Вальгейр Сигюрдссон             |
| 2017–2018 | - «What a Wonderful World» в исполнении OneRepublic | - Саундтрек к фильму «Пятый элемент» Эрик Серра |
| 2016–2017 | - «Jumpin' Jack» Big Bad Voodoo Daddy               | - Музыка из шоу «Тотем» Cirque du Soleil        |
| 2015–2016 | - «The Prayer» Энтони Каллея                        | - «The Challenge» и «Violet» Mascara            |
| 2014–2015 | - «You Raise Me Up» Харрисон Крейг                  | - «Ice Symphony» и «Art on Ice» Эдвин Мартон    |

## Результаты
| Соревнования                      | 14/15         | 15/16         | 16/17         | 17/18         | 18/19         | 19/20         |
| Международные                     | Международные | Международные | Международные | Международные | Международные | Международные |
| --------------------------------- | ------------- | ------------- | ------------- | ------------- | ------------- | ------------- |
| Чемпионат четырёх континентов     |               |               |               |               |               | 19            |
| Челленджер. Asian Open Trophy     |               |               |               |               | 8             | 8             |
| Челленджер. Lombardia Trophy      |               |               |               | 18            |               |               |
| Asian Open Trophy                 |               |               |               | 7             |               |               |
| Международные среди юниоров       |               |               |               |               |               |               |
| Чемпионат мира среди юниоров      | 31            | 27            | 29            | 39            |               |               |
| Юниорский Гран-при: Канада        |               |               |               |               | 16            |               |
| Юниорский Гран-при: Белоруссия    |               |               |               | 17            |               |               |
| Юниорский Гран-при: Австралия     |               |               |               | 9             |               |               |
| Юниорский Гран-при: Хорватия      |               | 12            |               |               |               |               |
| Юниорский Гран-при: США           |               | 18            |               |               |               |               |
| Юниорский Гран-при: Эстония       | 23            |               |               |               |               |               |
| Юниорский Гран-при: Япония        | 16            |               | 15            |               |               |               |
| Asian Open Trophy                 |               | 7             | 5             |               |               |               |
| Jégvirág Cup                      | 2             |               |               |               |               |               |
| Национальные                      |               |               |               |               |               |               |
| Чемпионат Австралии               |               |               | 2             | 4             | 3             | 2             |
| Чемпионат Австралии среди юниоров | 1             | 1             | 1             |               |               |               |